# Interactive Intelligence
Interactive Intelligence, Inc. (ININ) ist ein US-amerikanisches Software-Unternehmen. Es wurde 1994 von Genesys, einem Unternehmen für Customer-Experience-Lösungen, für USD 1,4 Milliarden übernommen. Die Übernahme wurde im Dezember 2016 abgeschlossen. Interactive Intelligence, Inc. wurde von Donald Brown in den USA gegründet und hatte ihren Sitz in Indianapolis, US-Bundesstaat Indiana. Die vom Unternehmen entwickelte Software bot Geschäftskommunikationslösungen für die Telekommunikationsbranche. Die deutsche Vertretung befand sich in Frankfurt am Main.

## Produkte und Dienstleistungen
Die Produkte und Dienstleistungen von Interactive Intelligence decken folgende vier Bereiche ab:
- Contact Center-Lösungen
- Vereinheitlichte Kommunikationslösungen für Unternehmen
- Prozessoptimierung
- Contact Center Lösungen aus der Cloud

Das Unternehmen unterhält dabei strategische Partnerschaften mit Firmen wie IBM, Salesforce.com, Microsoft und Oracle.

## Auszeichnungen
Das Unternehmen ist im Jahr 2011 vom Forbes Magazine auf den achten Platz der Liste „Americas Best Small Companies“ gewählt worden.
Zudem erreichte Interactive Intelligence Rang 208 in der im Jahr 2012 vom Software Magazine veröffentlichten Liste der weltweit führenden 500 Software- und Serviceanbieter.

## Interactive Intelligence Foundation
Im Jahr 2010 gab das Unternehmen die Gründung der Interactive Intelligence Foundation bekannt. Primäres Ziel der Stiftung ist laut eigenen Angaben die Unterstützung gefährdeter Jugendlicher.